# Сајотодејл (Охајо)
Сајотодејл насељено је место без административног статуса у америчкој савезној држави Охајо.

## Демографија
По попису из 2010. године број становника је 1.081, што је 99 (10,1%) становника више него 2000. године.
| Група             | 2000.       | 2010.         |
| Белци             | 959 (97,7%) | 1.037 (95,9%) |
| Афроамериканци    | 2 (0,2%)    | 9 (0,8%)      |
| Азијати           | 1 (0,1%)    | 4 (0,4%)      |
| Хиспаноамериканци | 3 (0,3%)    | 15 (1,4%)     |
| Укупно            | 982         | 1.081         |